# Melantrichův dům

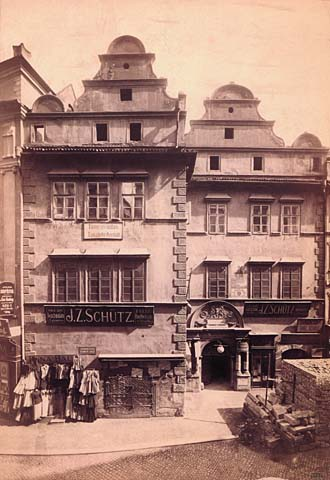
Melantrichův dům – snímek před rokem 1893, Jindřich Eckert

Melantrichův dům (zvaný původně U dvou velbloudů) v Praze na Starém Městě byl významnou renesanční stavební a historickou památkou. V domě sídlil tiskař a humanista Jiří Melantrich z Aventina a jeho tiskárna. Dům byl stržen roku 1893 při asanaci, dochoval se z něj pouze portál a několik kamenických prvků.

## Dějiny domu
Dům Jiřího Melantricha z Aventina zvaný U dvou velbloudů v Kunešově ulici (nynější Melantrichově) na Starém Městě v Praze byl rozsáhlým a výstavným renesančním, respektive výrazně renesančně přestavěným měšťanským domem. Melantrich jej koupil za značnou sumu 510 kop českých grošů a poté, mezi lety 1563–1567 jej nechal zásadně přestavět. Dům byl jak sídlem samotného Melantricha, tak místem působení jeho tiskárny. Ta se do něj přestěhovala roku 1567.
Bez dalších velkých přestaveb zůstal dům zachován až do konce 19. století. Protože však příliš zasahoval do uliční čáry, byl roku 1893 demolován a na jeho místě byla záhy postavena novostavba, která přejala též číslo popisné 471. Původní dům je znám pouze z několika historických fotografií, Langweilova modelu Prahy a dochovaných kamenických prvků, které jsou loženy v lapidariu Národního muzea v Praze na Výstavišti. Portál je dnes druhotně použit na zadní fasádě Muzea hlavního města Prahy.

## Popis domu
Uliční průčelí dvoupatrové, vznosné budovy bylo osazeno mohutným edikulovým portálem s toskánskými sloupy a završeno dvojicí výrazných renesančních štítů. Průčelí bylo přitom díky nepravidelné parcele rozděleno ve dva samostatné bloky, z nichž pravý byl o několik metrů oproti levému ustouplý. Každý blok byl opatřen v prvním i druhém patře trojicí rozměrných oken v kamenných ostěních.
Ve dvoře domu byla ušlechtile tvarovaná třípodlažní arkáda, jejíž parapetní výplně a sokly sloupů byly opatřeny tesanými reliéfy.
Melantrich s rodinou obýval první patro přední části domu. Druhé patro domu pak zaujala tiskárna. V zadní části domu otočené do Kožné uličky fungoval v přízemí šenk, který Melantrich pronajímal.

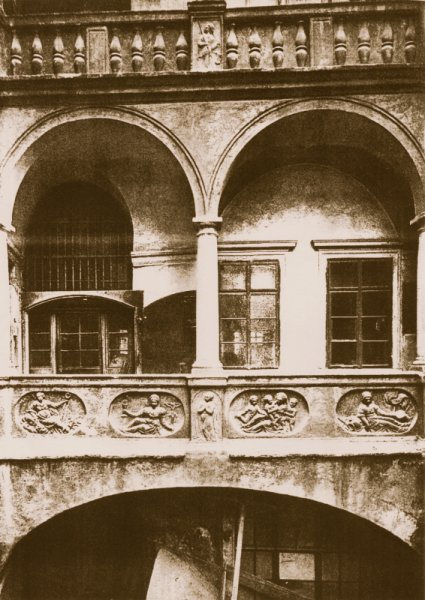
Arkáda ve dvoře Melantrichova domu – snímek před rokem 1893, Jindřich Eckert

## Význam domu
Architektonicky mimořádný objekt demolovaného Melantrichova domu nemá v pražském prostoru přímou analogii. Z hlediska uměleckých vlivů vykazoval příbuznost se stavbami severské renesance a na druhé straně též určitou podobnost s hornoitalskou renesanční architekturou; určité analogie, například v pojetí nádvorní arkády, lze najít na Letohrádku královny Anny v Královské zahradě Pražského hradu, na Mydlářovském domě v Chrudimi a na dalších stavbách české renesance.
Dochovaný portál je nejstarší ukázkou tohoto typu portálu v Čechách a je také důležitou ukázkou a dokladem silných italských uměleckých vlivů.

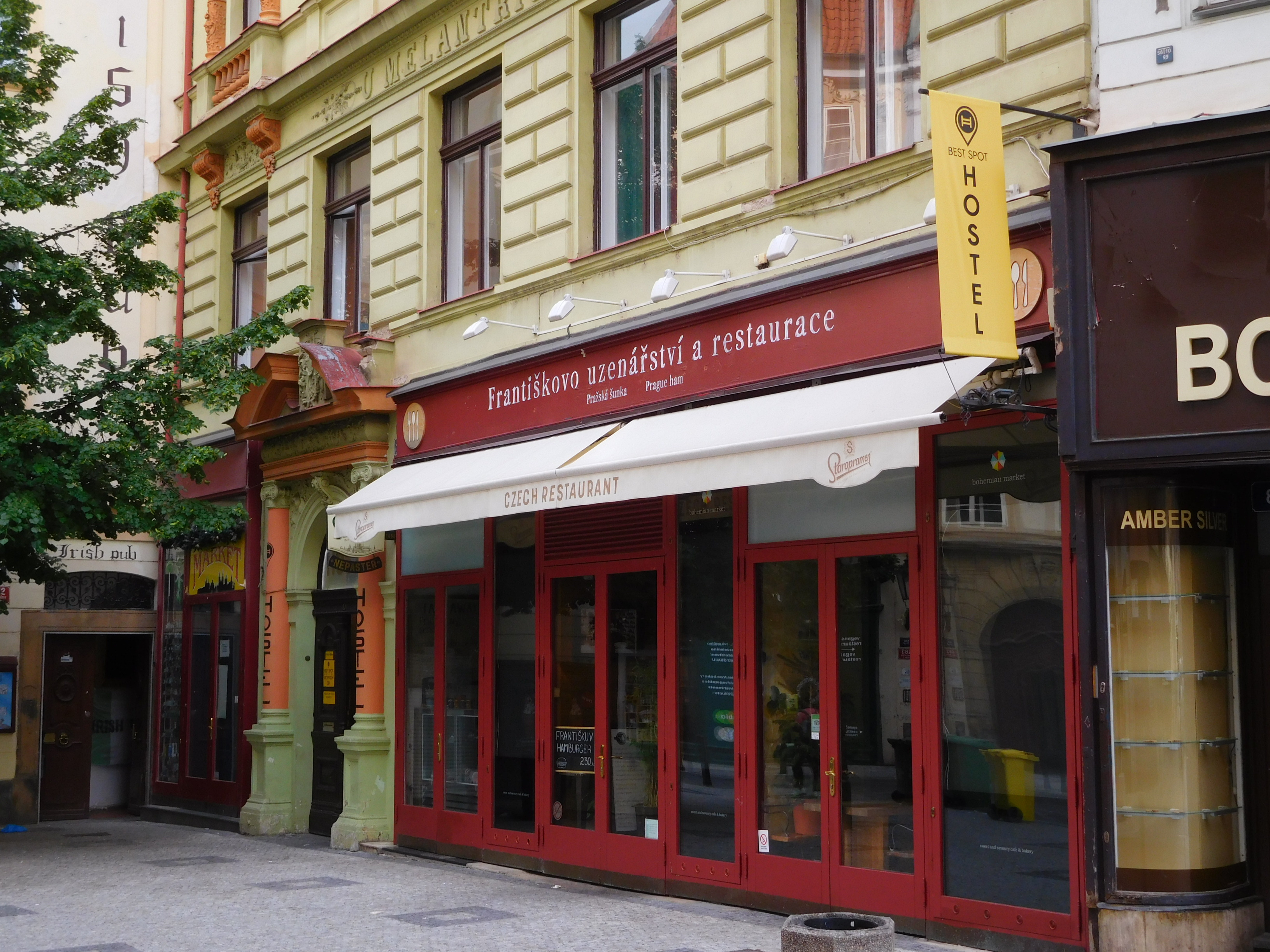
Současný dům Melantrichova 10